# علماء مسلمون في القرن الثالث الهجري
علم الرسول محمد بن عبد الله الصحابة ونقل علماء الصحابة العلم إلى التابعين وعن علماء التابعين نقل العلم تابعي التابعين ويعرف القرن الثالث الهجري عصر تابعي التابعين وهو عصر جمع الحديث حيث عاش فيه عظماء دون الحديث أمثال البخاري ومسلم وغيرهم
والقرن الثالث الهجري هو القرن لثالث في الخيرية بأهله لحديث رسول الله خير القرون قرني ثم الذين يلونهم ثم الذين يلونهم وهم من ينطبق عليهم قول الرسول لن تمس النار مؤمنا رآني ولا من رأى من رآني 
ولإن شغلت علوم الدين واللغة علماء المسلمين في القرن الأول الهجري والقرن الثاني الهجري فإن القرن الثالث هو بداية توسع المسلمين في بقية علوم الدنيا بجانب علوم الدين بعد أن رسخت عقيدة الإسلام في أذهان وعقول المسلمين 
وتأسست في القرن الثالث الهجري للمسلمين قاعدة علمية ومكتبات ونشطت الترجمة من اللغات الأخرى وصنفت العلوم ما بين علوم النقل وعلوم العقل حيث أختصت الأولى ب علوم القرآن والحديث وعلوم اللغة والتاريخ وفيه بدء ظهور مصطلح مؤرخ مسلم 
وأختصت علوم العقل ب الطب والفلسفة وعلم الكلام وعلم الفلك والرياضيات وغيرها من العلوم 
والعلم في الإسلام منه ماهو ب فرض العين على كل المسلمين فعلى الجميع معرفة ما علم من الدين بالضرورة ليقيموا الدين وعلى بعضهم التفقه في الدين أي التخصص والتعمق في علوم الدين ليعلموا الناس وينقلوا العلم ماعرف بفرض الكفاية 
وكذلك كلف الخلفاء وأختاروا جماعة من علماء المسلمين وغير المسلمين من أهل الذمة ليتخصصوا في علوم العقل كفرض كفاية لسد لحاجة المسلمين من هذه التخصصات وأحتضن الخلفاء العلماء وأحترم الناس العلماء وبدأ عصر العلم في القرن الثالث الهجري بكل ما تعني الكلمة وحمل العلماء المسلمين تراث العالم الثقافي والعلمي لمدة خمسة قرون تالية حيث نقلوا وترجموا وأضافوا وحفظو وووعوا ونقلوا العلم للعالم وبه بنوا صرح الحضارة الإسلامية التي تمثل حجر الزاوية في الحضارة الإنسانية

## قائمة العلماء
ابن البطريق-
أبوالحكم الدمشقي-
أبوالنصر التكريتي-
الدينوري -
ابن ماسويه-
أبوعلي الخياط-
البتاني-
الرازي-
ابن المجوسي-
أبو كامل الحاسب-
ثابت بن قرة-
ابن وحشية-
أبو معشر البلخي-
الخوارزمي-
الطبري -
الشيخ محمد بن قولويه القمي -